# 하겸진
하겸진(河謙鎭, 1870년 ~ 1946년)은 한국 근대의 유학자이다. 호는 회봉(晦峯), 외재(畏齋), 자는 숙형(叔亨), 본관은 진양(晉陽)이다. 이명은 하회봉이며 구한말을 대표하는 유학자 면우(俛宇) 곽종석(郭鍾錫, 1846-1919) 선생의 제자이다. 동유학안(東儒學案) 등을 폈다.